# Uwe Gospodarek
Uwe Gospodarek (* 6. August 1973 in Straubing) ist ein deutscher Fußballtrainer und ehemaliger Fußballtorwart.

## Spielerkarriere

### Vereine
Im Alter von neun Jahren trat Gospodarek dem SV Ascha bei, für den er bis zum 15. Lebensjahr aktiv war. 1988 wechselte er zum SSV Jahn Regensburg und ein Jahr später in die Jugendabteilung des FC Bayern München. Ab der Saison 1991/92 gehörte er dem Profi-Kader an und bis 1994/95 war er neben Sven Scheuer Ersatztorhüter. Sein Bundesliga-Debüt gab er am 5. Mai 1992 bei der 1:2-Niederlage bei Bayer 04 Leverkusen. In den darauf folgenden Spielzeiten kam er jeweils zweimal zu weiteren Einsätzen. Für den FC Bayern München bestritt er auch Spiele in der Champions League.
Von 1995 bis 1998 spielte er für den VfL Bochum zunächst 33-mal in der 2. Bundesliga und in den beiden Folgesaisons 49-mal in der Bundesliga. Dort hatte er zeitweise einen Stammplatz, wurde aber schließlich nach einer Verletzung von Thomas Ernst verdrängt. Im Sommer 1998 wechselte er zum 1. FC Kaiserslautern, bei dem er mit Andreas Reinke um den Status als Stammtorwart konkurrieren sollte. Noch vor Saisonbeginn verletzte sich Gospodarek allerdings bei einem Testspiel schwer und fiel mehrere Monate aus. Danach konnte er Reinke lange nicht verdrängen. Im letzten Hinrundenspiel der Saison 1999/2000 erhielt er den Vorzug vor Reinke. Zudem verletzte sich Reinke kurze Zeit später in der Winterpause. Daraufhin verpflichtete der FCK jedoch mit Georg Koch einen weiteren Torwart, der allgemein als neue Nummer 1 angesehen wurde. Da Koch zu Rückrundenbeginn nicht ganz fit war, spielte Gospodarek überraschend und blieb auch für die nächsten Wochen im Tor, ehe er doch Koch weichen musste. In der Saison 2000/01 war Gospodarek nur noch dritter Torwart hinter Koch und Roman Weidenfeller und blieb gänzlich ohne Spielpraxis. Er wechselte daher in die Regionalliga Süd zum SSV Jahn Regensburg. Dort wurde er ab Januar 2002 Stammtorhüter und verhalf dem Verein durch herausragende Leistungen zum Aufstieg in die 2. Bundesliga im Sommer 2003. Nach Differenzen mit dem Vorstand wechselte er allerdings zum Leidwesen der Regensburger Fans zum Zweitligisten Wacker Burghausen. Dort war er Mannschaftskapitän und aufgrund seiner Erfahrung unumstritten.
Jedoch stieg Burghausen am Ende der Saison 2006/07 in die Regionalliga ab, weshalb sich Gospodarek für einen Wechsel zum Zweitligisten Borussia Mönchengladbach entschied. Bei der Borussia war er Ersatztorhüter hinter Christofer Heimeroth. Sein erstes Pflichtspiel für die Borussia absolvierte er am 18. Mai 2008 (34. Spieltag) beim 3:2-Sieg im Auswärtsspiel gegen den SC Paderborn 07 und feierte an diesem Tage auch den Aufstieg in die Bundesliga. In dieser stand er auch am 17. Oktober 2008 unter Interimstrainer Christian Ziege wieder im Tor. Hans Meyer, seit 18. Oktober Trainer der Gladbacher, vertraute bis zur Verpflichtung von Logan Bailly im Dezember 2008 auf ihn als Stammtorhüter. Am 22. April 2009 lösten Mönchengladbach und Gospodarek den ursprünglich bis 2010 laufenden Vertrag in beiderseitigem Einvernehmen vorzeitig auf. Im September 2009 beendete er vorläufig seine Karriere und wurde Torwarttrainer bei seinem Ex-Klub Wacker Burghausen.
Nach dem Tod von Robert Enke suchte Hannover 96 einen erfahrenen Ersatztorhüter, der Florian Fromlowitz den Rücken freihalten soll. Im Alter von 36 Jahren revidierte Gospodarek sein Karriereende und unterschrieb im Dezember 2009 einen bis Saisonende datierten Vertrag. Am Saisonende beendete er seine aktive Karriere endgültig und wurde beim DFB Torwarttrainer der U-21-Nationalmannschaft.

### Nationalmannschaft
Am 20. Oktober 1992 (1:1 gegen Mexiko), am 8. Dezember 1992 (1:2 gegen Dänemark) und am 13. Januar 1993 (2:2 gegen die Türkei) spielte Gospodarek in der U20-Nationalmannschaft. Am 16. November 1993 debütierte er in der U21-Nationalmannschaft, die in Koblenz gegen die Auswahl Luxemburgs mit 2:0 gewann. 1994 folgten sechs, 1995 acht und 1996 drei weitere Länderspiele. Sein letztes absolvierte er am 26. März 1996 in Metz bei der 1:4-Niederlage gegen die Auswahl Frankreichs. Insgesamt stand Gospodarek 18-mal im Tor der U21-Nationalmannschaft.

## Trainerkarriere
Gospodarek war 2009 bei Wacker Burghausen und von 2010 bis 2012 bei der deutschen U21-Nationalmannschaft als Torwarttrainer tätig. Ab der Saison 2012/13 bis 2018/19 war er in der U16- und U17-Jugend des FC Bayern München als Torwarttrainer tätig.
Am 1. Juli 2019 wurde Gospodarek neuer Torwarttrainer des VfB Stuttgart. Nach der Saison 2020/21 verließ er den Verein wieder. Seit der Saison 2021/22 war er Torwarttrainer des 1. FC Köln. Nach der Trennung vom Cheftrainer Steffen Baumgart in der Winterpause der Saison 2023/24 musste auch Gospodarek den Verein verlassen.

## Erfolge
- Deutscher Meister 1994